# Калакуцкий, Евгений Геннадьевич
Евгений Геннадьевич Калакуцкий (род. 16 ноября 1962, Москва) — футбольный функционер. В разное время возглавлял ряд коммерческих структур, с 2007 по 2009 год был генеральным секретарем Российского футбольного союза. Работал в брянском «Динамо», занимая должность президента клуба, был генеральным директором раменского «Сатурна» и спортивным директором казахстанского клуба «Кайрат». С августа 2020 до мая 2021 года работал в ФК «Крылья Советов» в качестве генерального директора клуба.

## Биография
В 1982 г. Евгений Калакуцкий получил звание мастера спорта СССР по горнолыжному спорту. Неоднократный победитель и призер всесоюзный соревнований. В 1984 г. Калакуцкий окончил Московский областной государственный институт физической культуры. После службы в армии в 1986—1989 гг. работал тренером по горнолыжному спорту.
С 1989 по 2001 возглавлял ряд коммерческих структур, c 2001 по 2007 — руководитель компании «2K Sport international». Советник президента (2006—2007) и генеральный секретарь (2007—2008) РФС.
Президент футбольного клуба «Динамо» Брянск в 2010—2012 годах.
С 2014 года — генеральный директор футбольного клуба «Сатурн» Раменское.
В январе 2016 года Калакуцкий занял должность спортивного директора ФК «Кайрат». За это время клуб из Алма-Аты выиграл Суперкубок Казахстана, Кубок Казахстана и дважды завоевал серебряные медали чемпионата страны. В это время, за «Кайрат» выступали Андрей Аршавин и Анатолий Тимощук под управлением Александра Бородюка. В феврале 2018 года контракт с российским специалистом был расторгнут по соглашению сторон.
С августа 2020 по май 2021 года — генеральный директор ФК «Крылья Советов» Самара.

## Личная жизнь
Отец: Калакуцкий, Геннадий Васильевич (04.03.1937 — 08.05.2007), главный тренер сборной команды России по прыжкам на лыжах с трамплина.
Женат, имеет дочь.